# 道雲
道雲（どううん、拼音: dào yún、生没年不詳）は、中国北斉の律宗の僧侶。幼少期に出家し、主に法について学ぶ。慧光の弟子である。